# Sculpture Space
Sculpture Space es un estudio de arte y parque de esculturas en Utica (Nueva York), Estados Unidos. Fundada en 1976, organiza un programa de residencia artística para unos 20 escultores cada año, dándoles acceso a un espacio industrial donde pueden construir obras de gran escala. Es inusual entre los programas de residencia artística por su enfoque en la escultura, así como por su ubicación en un área urbana en lugar de un retiro de artistas rurales.

## Historia
A raíz de la crisis fiscal de 1975 que azotó la ciudad de Nueva York, parte de los fondos destinados a las artes comenzaron a desviarse al resto del estado. En 1975, un instructor de arte de una universidad local buscó un lugar para completar una gran escultura de metal. Uno de sus estudiantes le sugirió que podía alquilarle el espacio a su padre, que era dueño de la fábrica de máquinas de vapor y calderas de Utica. Otros escultores se enteraron del acuerdo y pidieron participar, por lo que Boiler Works alquiló un edificio a los artistas. Durante el primer año, seis escultores tuvieron sus estudios en el recién nombrado Espacio de Escultura. En 1978, Sculpture Space se constituyó como una organización sin fines de lucro. En 1981, tenía un presupuesto de 20.000 dólares, con contribuciones del Fondo Nacional para las Artes, el Consejo de las Artes del Estado de Nueva York y donantes privados. Al principio, los artistas iban y venían según sus necesidades, sin un programa de residencia estructurado, hasta cinco a la vez. Los escultores se beneficiaron de herramientas para trabajar el metal fácilmente disponibles y de costos de material más bajos que en la ciudad de Nueva York, así como de la oportunidad de alejarse de las distracciones de la escena artística del SoHo. Un artista estimó que una escultura realizada en Sculpture Space por 300 dólares habría costado 1000 dólares en Nueva York. Al principio, a los artistas se les permitía utilizar ellos mismos los equipos para trabajar el metal, pero luego, debido a cuestiones de seguro, se les indicó a los empleados de Boiler Works que lo usaran. Finalmente, el edificio y el equipo se vendieron a Sculpture Space, lo que permitió a los escultores volver a utilizar las herramientas por sí mismos.
Se han realizado instalaciones escultóricas en espacios del edificio, en los terrenos exteriores y alrededor de la ciudad de Utica. En 1998, Sculpture Space compró una casa abandonada adyacente. Estaba previsto que se utilizara como estudio y oficina adicional, y con el tiempo se convertiría en vivienda para artistas. Sin embargo, primero albergó una instalación de acero y madera que penetraba las paredes exteriores del edificio, como si una forma alienígena hubiera caído en la casa. Por preocupación por los vecinos, el artista también plantó cosmos en el jardín delantero. En 2001, para conmemorar el 25.º aniversario de Sculpture Space, se invitó a cinco antiguos residentes a regresar a Utica. Sus instalaciones se instalaron fuera del Ayuntamiento, dentro de Union Station y en otros lugares de la ciudad. Una performance/instalación de 2012 incorporó a un saxofonista que un escultor había conocido en una cafetería local. A partir de 2008, los artistas de Sculpture Space crearon el jardín de esculturas en la antigua base aérea Griffiss en la cercana Rome (Nueva York).
Una residencia en Sculpture Space incluye un estipendio, un subsidio de viaje y alojamiento. De 2007 a 2010, el estipendio fue de 2000 dólares. En 2024 el estipendio fue de $500. Normalmente residen cuatro artistas a la vez. Las residencias posteriores a la primera no están financiadas. Sculpture Space es miembro fundador de la Alianza de Comunidades de Artistas.
En 2022, Sculpture Space fue asaltado y gravemente vandalizado por un grupo de cinco niños locales de entre 8 y 11 años. Aunque el apoyo de la comunidad y una campaña de financiación colectiva los ayudaron a recuperarse rápidamente, los archivos y registros de la oficina se perdieron permanentemente.

## Artistas notables
- Carlo Bernardini (2002)[20]
- Gianluca Bianchino (2023)
- David Bowen (2004/2005)
- Esperanza Cortes (2016)
- Priscila De Carvalho (2010/2011)
- Irena Jůzová (1998/1999)
- Jimmy Kuehnle (2009/2010)
- Juliana Cerqueira Leite (2011/2012)
- Jia-Jen Lin (2014)
- Anna Mlasowsky (2018)
- Frank Smullin (1980)
- Jina Valentine (2006/2007)
- Saya Woolfalk (2004/2005)
- Jayoung Yoon (2010/2011)[21]

## Lectura adicional
- Clark-Langager, Sarah A. (1984). Sculpture Space, Recent Trends. Institute. ISBN 978-0-915895-01-4.
- Murray, Mary Elizabeth (1995). Sculpture Space. Munson-Williams-Proctor Institute. ISBN 978-0-915895-18-2.
- Lin Smith, Vincent; Waller, eds. (2007). Sculpture Space: The Book: for the Artists and Individuals who are Part of the Sculpture Space Story. Thomas Piché. Sculpture Space, Incorporated. pp. 63-65. ISBN 978-0-9795-9690-2.
- «Sculpture Space Alumni Records». New York Heritage. Consultado el 23 de marzo de 2025.

- Datos: Q134107004